# Carnaval de Ayacucho

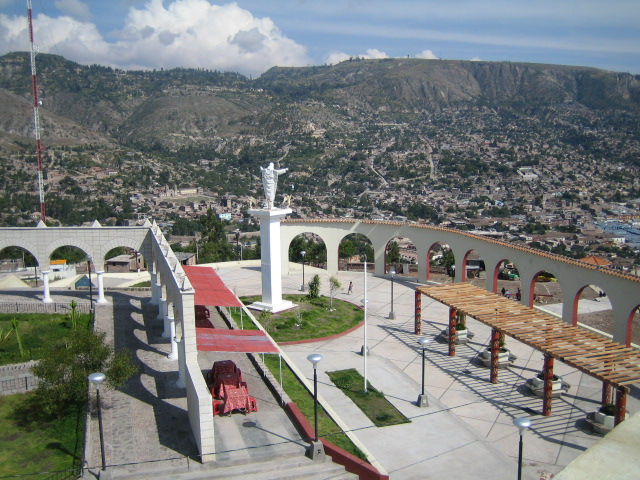
Mirador de Acuchimay, en Ayacucho.

El Carnaval Ayacuchano es una festividad realizada en la ciudad de Ayacucho, Perú, en el mes de febrero, durante tres días. Fue declarado por el Instituto Nacional de Cultura del Perú (INC) como Patrimonio Cultural de la Nación, el primero de su tipo, en 2003.
En 2021 se realizó una edición especial bajo el título de Carnaval de Integración de los Países de América.

## Antecedentes

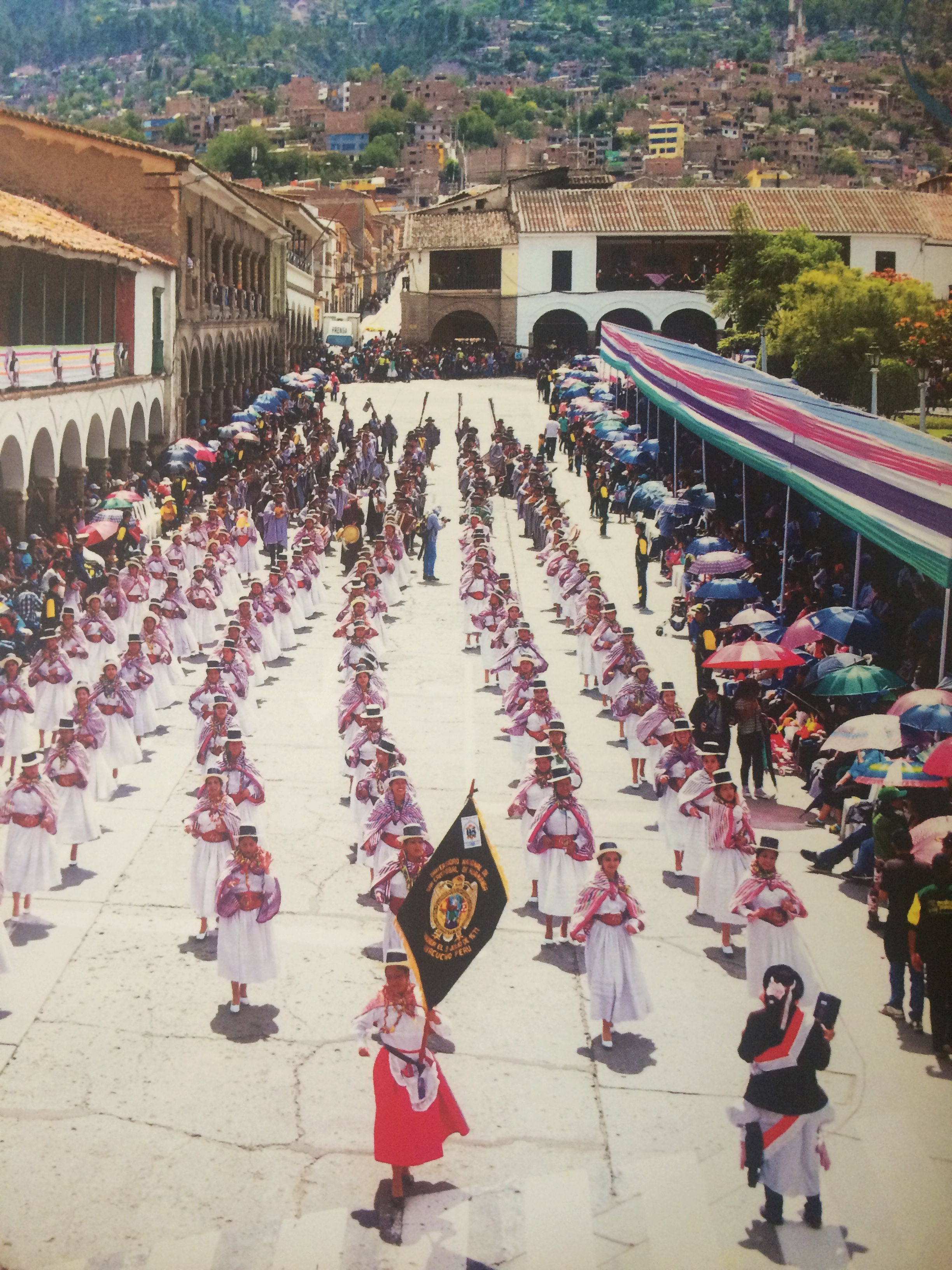
Carnavales, comparsa de la UNSCH

Como muchas de las expresiones culturales venidas de Europa, los carnavales se reinterpretan en el Perú, dotándolos de un contenido diverso al que tuvo en su origen medieval. Hasta hoy en Europa se habla de la temporal inversión del orden, para instaurar casi un caos temporal, donde surgen imágenes, personajes y símbolos festivos que rompen con la vida cotidiana y el trabajo.
La observación minuciosa de los carnavales en el Perú, muestra que estos son la afirmación de conceptos culturales propios y expresiones artísticas que corresponden a las culturas nativas o mestizas con contenidos propios, integrándose a la vida social contemporánea. Durante su celebración, oficializado en 1988, los diversos sectores sociales involucrados se reafirman y expresan sus formas de pensar y sentir de acuerdo con las normas de las culturas de tradición oral, a las que pertenecen.(espero que les sirva)

## Celebración
Dentro de los tres días de celebración - días en los que ya no solo salen a tomar las calles las comparsas rurales, sino también las comparsas urbanas - es donde la ciudad se llena de colorido y gases por todas las calles de la ciudad, especialmente en las zonas céntricas donde se reúnen en mayor cantidad las comparsas, al mismo tiempo que se celebran los "corta montes" por todos los barrios de la ciudad.Y se establecen de esta forma:
En el primer día de carnavales se inicia con la entrada del "ÑO Carnaval" a la plaza de la ciudad.
Después de la entrada del "Ño Carnaval", inmediatamente hacen su entrada a la plaza las comparsas urbanas, cantando y bailando con gran entusiasmo ante la mirada de miles de pobladores reunidos para esta celebración; a medida que van saliendo las comparsas, las calles que ahora ya no solo del centro, sino de toda la ciudad, se van llenando de estas comparsas, las cuales bailarán y cantarán hasta altas horas de la noche, escuchándose por toda la ciudad la alegría que llevan en su andar.
En el segundo día es en el que se reúnen mayor cantidad de comparsas por todas las calles de la ciudad, estas bailan y cantan entre serpentinas y talco, entre canciones en quechua y castellano. El "Ño Carnaval" este día no se aparece por la ciudad, este día es de las comparsas.
En el último gran día, las comparsas incasables aún siguen bailando y los "corta montes" por las noches continuarán, pero este día está marcado por la quema del "Ño Carnavalón". Él será quemado en la plaza de la ciudad ante la vista de todos los pobladores y turistas, rodeado de comparsas. Este día tanto grandes y chicos buscan despedir los carnavales a lo grande, no faltan en las calles las familias que juegan con sus globos llenos de agua, o sus baldes de pintura y su infaltable talco; las comparsas bailan y cantan a viva voz por última vez en el año; y los "corta montes" al igual que todo, llegan a su fin.

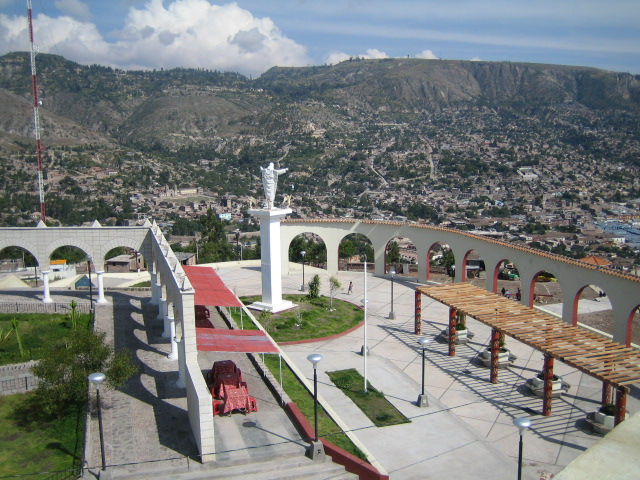
Mulas con las isankas repletas de frutas que fueron utilizadas en el sequllo carnavalero. Estas frutas se colocan al centro de los que bailan el carnaval, en ronda, para que varones y mujeres cojan de ellos y al son de la música de la banda se van golpeando con las frutas. Esta costumbre se practica en el átrio de la Basílica Catedral de Huamanga, en la fiesta de los compadres del Señor de la Pascua de Resurrección. Las isankas son canastas hechas de palos de chachas y soguillas hechas de fibra de cabuya.

Los grupos de comparsas, de esta festividad, salen en forma organizada por un jefe que va delante de la comparsa, cantando y bailando por las calles de la ciudad con instrumentos musicales típicos. Su vestimenta o indumentaria está compuesta por disfraces de diversos tipos de vestidos multicolores, destacando entre ellos, el traje típico de Huamanga.
En las comparsas o pandillas que bailan en carnavales por plazas y calles, en las que los bailarines representan barrios, comunidades o clubes sociales, del mismo modo que en los bailes alrededor del árbol cargado de regalos -denominados umisha, yunza, sachakuchuy o cortamonte- encontramos una admirable capacidad de organización de los pueblos para afirmar su derecho a hacer arte, continuando con antiguos ritos o celebraciones en homenaje a la vida, en lo que se denomina Puqllay.

## Puqllay
Puqllay, que es juego y duelo -duelo entre dos que compiten pero que no se eliminan-, es una suerte de carnaval indígena, que se inicia luego del solsticio de verano, que se cumple en diciembre y que coincide con Navidad. A partir de enero se llevan a cabo una serie de actividades festivas que forman parte del puqllay. Estas incluyen el cambio de autoridades comunales, luego de las celebraciones de "compadres y comadres", después la llegada de las lluvias, el florecimiento de las plantas y el apareamiento de los animales. Y entonces coinciden estas celebraciones rituales andinas con el carnaval llegado de occidente. Los carnavales andinos desbordan, pues, el concepto de carnaval europeo, reafirmando los lazos familiares, sociales, culturales y desarrollando los lenguajes artísticos propios.
Los lenguajes artísticos se expresan integralmente en los carnavales: la poesía en las coplas, con contenidos tanto eróticos como políticos; los juegos y duelos de los jóvenes enamorados que expresan su deseo de formar pareja y que muchas veces son parte de las danzas; la música con diversidad de ritmos e instrumentos que afirman una memoria colectiva e histórica, con sus propios valores estéticos.
Ni aún en la época más violenta, entre 1980 y 1990, se dejó de celebrar carnavales. Al contrario, la tansa situación social y política, la violación sistemática de los derechos humanos, la amenaza permanente contra la vida y la libertad, hicieron que las comparsas expresaran, cantando, todo aquello que no se podía decir abiertamente por miedo a la represalia, que podía venir tanto de los grupos terroristas como de la policía, los grupos paramilitares o del ejército y sus comandos especializados.

## Canciones de carnaval
Las canciones de carnaval, así como los huainos (waynos), se constituyeron entonces en la mejor manera para la denuncia social: 
- Esta vida ya no es vida, para los ayacuchanos/ yaraqaywampas kuskallaña / wayñuywampas kuskallaña (estamos muy juntos con el hambre / hermanados coin la muerte) (Carnaval del Centro Folclórico de Pacayccasaq).
- Accomarca llaqta, Qunipampa llaqta / yawar mayulla currillaqta / sangre inocente (pueblo de Accomarca, pueblo de Qunipampa / corren ríos de sangre / sangre de inocentes) (Moyobamba campesino, de Jorge Gamboa).

El tema de las desapariciones se encuentra también en los versos, mayormente vividos en el periodo de terrorismo.
- Killapas watapas pasanñam / ¡maypiñaraq? / ranrapa ukunpiñachu / allpayachkan / kichkapa chawpinpiñachu / qurayachkan (Meses y años han pasado / ¿dónde estará? / acaso dentro de los pedregales / volviéndose tierra, o en medio de las espinas / ya brotando como hierbas) (Huamanguino de Ranulfo Fuentes).

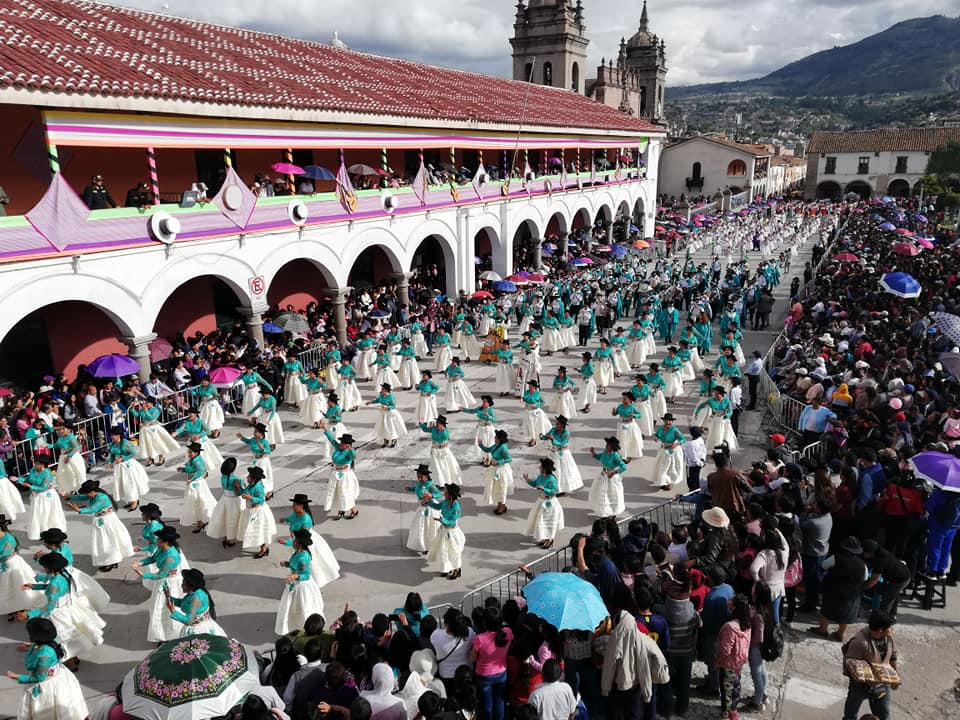
Carnavales 2020

Adicionalmente, otros versos son alusivos a la sexualidad, el amor, el erotismo propio de los carnavales y del tiempo en que los jóvenes solteros y solteras inician relaciones de amor; estuvieron siempre presentes los versos esperanzados en que vendrían tiempos mejores.